# Rock de Bolivia
Rock en Bolivia se refiere al desarrollo del rock en Bolivia y también a sus subgéneros como el funk, blues, reggae rock, ska punk, punk, rock latino  o grunge.
El movimiento roquero en Bolivia comienza en los años sesenta. Este movimiento parte de la influencia de bandas inglesas, mexicanas, estadounidenses y argentinas. Es con esta influencia que aparecen bandas como Los Black Byrds, Los Red Socks, Los Dalton's, Loving Darks, o Los Donkeys. A este movimiento se le conocía como "la nueva ola". Siendo variado los géneros desde el Rock 'n' Roll, R&B y  Rock psicodélico.
A partir de los años setenta el rock se empieza a fusionar con ritmos nativos como taquirari, saya, tobas o tundiqui.
Algunas bandas que usaban esta fusión eran 50 de marzo, Antares, Los Dalton's, Wara, los ovnis de huanuni, Los Signos o Los Grillos entre otros. A partir de estos años los géneros del Rock Experimental y Rock Fusion son los predominantes.
En los años ochenta se ve la aparición del rock pesado en Bolivia, lo que trajo a bandas como Alto Voltaje, Trueno Azul y Metalmorfosis en La Paz o Trilogía en Santa Cruz. Otro ritmo que se escuchaba en esos años era el new wave lo que le abrió paso a la banda BJ4 para crear fusiones entre rock, new wave y ritmos andinos.
Las bandas que marcaron esta época fueron: Alto Voltaje Trueno azul, Om, Stratus, Trilogía.
En los años noventa se ve un crecimiento en la escena musical roquera. El Funk y el Reggae son los géneros que dominaron en esta década y se ve la entrada del Blues al público boliviano que, hasta ese entonces era un género poco producido en Bolivia. Varias bandas se forman y se abren paso en esta década. Por ejemplo: Lou Kass que fue la banda que le abrió paso a muchas bandas y demostró que ritmos como  reggae o el rock pueden tener mucha aceptación en Bolivia. Otras bandas son 731, Parche, Octavia (antes Coda 3), Icaro, La Logia, Atajo, Drago Blues Band y otros más. 
La ciudad de El Alto se veía dominada por la onda Punk. 
A finales de esta década llega a Bolivia  Sony Music para aprovechar la gran movida musical que existía en Bolivia.
En la década del 2000 empieza a verse cierta disminución de popularidad de rock entre la gente. A principios de esta década  Sony Music se va de Bolivia por las bajas ventas causadas por la piratería. El Ska y el Grunge son los géneros musicales que caracterizan esta década. Algunas bandas que aparecen en esta década son: LIP, Los Super Polillas, Los Tocayos, Quirquiña, Jade, Deszaire, Oz, Unit, Bajo Tierra, A Pie, Daga, Fiesta Cuetillo, Walkman, Azotador.

## Historia

### Años sesenta
Bolivia no ha tenido un movimiento de la magnitud de otros países sudamericanos. Sin embargo, eso no impidió la aparición de una gran cantidad de bandas y festivales de rock boliviano.
En 1957, la banda The Fabulous Monteros García ―un trío formado Luis Monteros García (guitarra eléctrica y voz), Víctor Monteros García (percusión) y R. Hayes (contrabajo)― grabó un único simple con música que podría ser considerada rock.
A fines de los años sesenta y principios de los setenta aparecieron bandas que hacían cóvers de bandas extranjeras de rock, incluso de algunas argentinas (como Los Gatos, Almendra y Sui Géneris):
- Loving Darks Editaron solo tres EP entre 1968 y 1969 y tenían un estilo parecido a los británicos Rolling Stones.
- Bonny Boy Hots: Fueron de las primeras bandas de rock de Bolivia y la primera en fusionar rock con folclore boliviano, un ejemplo es el tema: Nevando está.
- Los Crickets: (Luego Los Grillos) Grabaron a finales de los sesenta el tema: La Tarara.
- Los Dhag Dhags
- Los Thunders: Grabaron a fines de los 60's la canción: Hagamos las paces tú y yo.
- Los Signos Hacían cóvers de Deep Purple, Led Zeppelin y Pink Floyd, y también temas propios; grabaron varios LP e incursionaron en el rock fusionado con folclor boliviano.
- The Black Byrds Aparecen a mediados de los 60's. Conocidos por el cóver de la canción: Piangi con me de la banda The Rokes.

### Años setenta
La banda Wara fue uno de los puntos más elevados con su álbum El inca (1973) en el que incorporan el folclore al rock progresivo sinfónico.
En 1971, la banda 50 de Marzo emigró a Estados Unidos. En 1975 dos de sus miembros retornaron a Bolivia y ―junto a Carlos Daza (de Wara) fundaron una banda de ideas vanguardistas, Estrella de Marzo, que grabó un LP. Después Carlos Daza se retiró y fue reemplazado por Jorge Pitus Quiroga, quien más tarde integraría Los Grillos.

### Años ochenta
En los años ochenta aparecieron bandas que se limitaban a imitar bandas de heavy metal extranjeras.
Agrupaciones como Stratus (de los hermanos Ángel y Johnny Chávez) o Collage (con Puka Reyes Villa a la cabeza) Trilogía de los hermanos Vargas y Alto Voltaje de Miguel Ross Y Miguel Bustillos  Trueno Azul, formada por hermanos Morales e Ibáñez estos grupos con discos sencillos.
La banda Gens, de heavy metal, estaba conformada por
Richard Ramos (guitarra eléctrica y voz),
Álvaro Diez de Medina (guitarra eléctrica y voz),
Juan Pablo Rivero (guitarra eléctrica y voz) y
Grover Campuzzano (percusión).
Posteriormente se unió a la banda Rolando Jitton.
Rodrigo Villegas lideraba la banda Fox.

### Década de los noventa
El movimiento del rock noventero fue mucho más vasto y más apoyado que el rock de décadas anteriores, ya que en los 90's había un mejor acceso a instrumentos, a diferencia de antes que sólo se podían conseguir en el extranjero. Otro factor fue la cantidad de pubs que había en donde las bandas tenían la oportunidad de presentarse. Pubs como: La luna, Caras y caretas, El socavón o Metrópoli ayudaban a que las bandas se hicieran dar a conocer. 
En esta década son el punk y el thrash metal los géneros de la movida underground. Bandas como Secuencia Progresiva o Hate S.A representaban esta movida que tuvo algo de apoyo en su momento. Mientras que las bandas populares tocaban géneros como: funk, reggae, rock latino o blues. Algunos representantes de estos géneros fueron  Lou Kass, Drago blues band, Octavia, Wapb's o Lapsus.
En 1990 se formó la banda Lou Kass, que fue uno de los grupos más representativos del rock boliviano. Estaba conformada por Christian Krauss (voz), Rodrigo Grillo Villegas (guitarra eléctrica),
Martín Joffré (bajo eléctrico) y
Rodolfo Ortiz (batería).
Editaron dos álbumes: LouKass (1992) y Akasa (1994, con el que obtuvieron disco de oro, disco de platino y disco doble platino por sus elevadas ventas, y logra salir de las fronteras). Estuvieron en los primeros lugares de las radios FM en Perú, Ecuador y Colombia (países que editaron este último álbum). Después Christian Krauss decidió abandonar la banda y regresar a su país, Alemania. El grupo se convirtió en trío, con Rodrigo Villegas y Martín Jofré en las voces. Dieron una gira por toda Bolivia, dando conciertos multitudinarios, de los cuales se grabó un álbum en vivo, que demoró mucho en llegar a las calles. Inmediatamente después, a fines de 1994, los tres miembros de Lou Kass se separaron.
A partir de la separación de Loukass, cada uno de sus exmiembros pasa a formar parte de otras bandas. En el caso de Rodrigo Villegas se forma Llegas. Christian Krauss crea Krauss. Martin Joffré forma  Tejilah y Rodolfo Ortiz es invitado para tocar con Lapsus
La Drago Blues Band llegaría a la cúspide más alta con Drago Dogan en la armónica, guitarra y voz como líder , Maick (Miguel )Ross en el bajo, Michel Valdi en la guitarra Y Vichi (Antonio) Olivera en la baterria su tema Rastas in America en 1995 sería un éxito internacional en Sudamérica y Europa con el que obtuvieron su disco de oro.
La banda más conocida del rock boliviano de esos años fue Octavia", que fusionaba la guitarra eléctrica con los instrumentos andinos.

## Folclore en el rock
Bolivia al ser un país con una aceptación del folclore, tanto en jóvenes como adultos, no es extraño que se haya mezclado la música tradicional con el rock. 
Algunas bandas de rock han mezclado géneros musicales como: Morenada, Saya, huayno , diablada o simplemente ritmos andinos con rock.
Los primeros en hacer este tipo de fusiones fueron los Bonny Boy Hot's, quienes fusionaron la diablada tradicional con rock. También hicieron una versión en rock del tema: Nevando está de  Adrián Patiño.
En los 70's, Mandrill fue un representante de esta fusión en donde mezclaban rock progresivo y ritmos andinos. Un ejemplo es el tema: El sol entra por mi ventana
En los 80's, Om mezcló la saya con rock en su tema: Cochuna

## So. Na. Sonido Nacional (programa de radio)
So.Na. Sonido Nacional es un programa dedicado a difundir, promover y apoyar a la música contemporánea hecha en Bolivia, abarcando distintos géneros como el rock, pop, hip hop, música electrónica, fusión, etc. Se emitió por primera vez el sábado 7 de marzo de 2009. Se emitía los jueves desde las 22:00 por la radio Stereo 97 (97.3 FM) y se repetía los sábados de 8:00 a 9:00. Es el programa más importante de difusión de la música contemporánea hecha en Bolivia por bolivianos. Conducen el programa Mariela Jordán (cantante de la banda Aeroplan) y Ricardo Irusta (jefe de programación de la radio Stereo 97).

## Festival Evolution
El 11 de enero de 2013 se realizó el festival Evolution Rock Fest 2013, producido por Mauricio Aranda, Edison Bautista y Cristian Paredes. Fue el festival más importante de la historia del rock en Bolivia, con bandas de todos los géneros.
Concurrieron más de 5000
personas, y duró 10 horas.
El evento apoya y promociona a bandas de metal, rock, reggae, grunge y demás géneros, sin fines de lucro, con el fin de hacer crecer el rock en Bolivia.
Se contó con la participación de 14 bandas (de las cuales 2 no se presentaron por razones internas de organización):
- Ancestral (heavy metal)
- Angaros (heavy metal)
- Dark (nu metal)
- Estigia (heavy metal)
- Licolicos (grunge)
- Metalian (power metal)
- Oblivion (death metal)
- Rasta Monkeys (roots reggae)
- Revolta (nu metal)
- Something (tributo a la banda británica The Beatles) (rock)
- Thrash Maniacs (thrash metal)
- Utopía (rock alternativo)
- Opera Lucient (metal sinfónico)

## Bandas representativas
- Aeroplan (La Paz)
- Alcohólika (La Paz)
- Animal de Ciudad (Santa Cruz)
- Arkanos (La Paz)
- Atajo (La Paz)
- Clímax (La Paz)
- Deszaire (La Paz)
- Galvorn (Santa Cruz)
- Invencible (La Paz)[1]
- Jherux (Cochabamba)
- La luz mandarina (Santa Cruz)
- Los Dalton's (Santa Cruz)
- Los Rebeldes (Potosí)
- Lou Kass (La Paz)
- Loving Darks (La Paz)
- Octavia (La Paz)
- Pateando al Perro (Tarija)
- Profecía (Santa Cruz)
- Quirquiña (La Paz)
- Sacrilegio (Cochabamba)
- Track (Santa Cruz)
- Unit (La Paz)
- Wara (La Paz)

## Cantantes representativos
- Christian Krauss (En Loukass y Krauss)
- Dante Uzquiano (En Beatnicks, Conga, Tabú y Wara)
- Fabio Zambrana Marchetti (En Profecía)
- Gastón Sosa (En Confusión B)
- Grillo Villegas (En Llegas y Loukass)
- Omar González (Coda 3 y Octavia)
- Sibah (solista)